# Раймунд VII (граф Тулузький)
Раймунд VII (фр. Raymond VII; 1197 — 27 вересня 1249) — граф Тулузький, маркіз Прованський, герцог Нарбони у 1222—1249 роках. З огляду на дослідження 1990-х років, що виявили наявність ще двох графів Раймундів, які панували у 942—978 роках, то нумерація цього Раймунда може бути змінена на «IX».

## Життєпис

### Боротьба з хрестоносцями
Походив з династії Руерг (Раймундідів). Син Раймунда VI, графа Тулузи, та Джоан Плантагенет (доньки Генріха II, короля Англії). Народився в липні 1197 року в замку Бокер. Здобув гарну освіту при дворі свого батька, відомого покровителя мистецтва і літератури. З вторгненням 1209 року хрестоносців на землі Лангедоку, які за покликом папи римського Іннокентія III рушили проти катарів, Раймунд намагався схилити батька організувати спротив усіх феодалів та міст області, проте марно.
У 1211 році на деякий час перебрався до Англії, де отримав підтримку з боку дядьки Джона I, короля Англії. Згодом на деякий час повернувся на батьківщину, де оженився на доньці короля Арагону. Негативно сприйняв план батька, запропонований 1212 року папі римському, за яким Раймунд VI мав зректися влади на користь сина, що переходив під опіку Педро II, короля Арагону.
Але 1213 року після поразки при Мюре, де переконливу перемогу здобули хрестоносці, перебрався до Арагону. Звідти у 1215 році разом з батьком та графом Фуа рушив до Риму, щоб переконати папу римського припинити хрестовий похід. На Латеранському соборі того ж року батько Раймунда було позбавлено усіх володінь, окрім північної частки, яку планувалося передати Раймунду.
1216 року разом з батьком рушив до Арагону, на шляху побував в Генуї та Марселі. Після цього Раймунд VI виїхав до Арагону, а його син розпочав боротьбу із загарбниками. Вже 24 серпня зумів захопив Бокер. Звідси почав атакувати загони хрестоносців, що засіли в захоплених замках. 1217 року вдалося зайняти Тулузу. Протягом 1219 року Раймунд разом з васалами батька звільнив більшу частину Лангедоку. Успішними були дії у 1220—1222 роках. 1222 року після смерті батька став новим графом Тулузьким.

### Володарювання
Продовжив боротьбу проти загарбників на чолі із Аморі де Монфором, якого змусив підписати перемир'я 1223 року, поступившись Раймунду VII потужною фортецею Каркассон. 1224 року Монфор передав права на Тулузу, отриману від папи римського, французькому королю Людовику VIII. Останній оголосив новий хрестовий похід, що розпочався 1225 року з міста Бурж.
Раймунд VII намагався в першу чергу відновити та захистити основні землі — графство Тулузьке. Проте після виснажливої війни не мав ресурсів для оборони Прованського маркізату. Його землі були атаковано хрестоносцями, які 1226 року захопили важливе місто Авіньйон. війна тривала протягом 1226 року, коли Раймунд VII втратив Монпельє, Нарбон і Каркассон. Проте відмовився поступатися графством Тулузьким. У цей момент помер від дизентерії король Людовик VIII. Проте боротьба тривала, оскільки на бік ворогів перейшов архієпископ Нарбону, а граф Фуа, рід Тренкавель відмовилися від спротиву. Тоді Раймунд VII вирішив спиратися на катарів, яких хрестоносці жорстко переслідували. Водночас відновив союз з Англією, регенти якої підбурювалися феодалів північної Франції проти центральної влади.
Війна завершилася 1229 році, підписанням Паризького договору, за яким Раймунд VII зберігав за собою графство Тулузи, але поступався Прованським маркізатом, віконствами Каркассон, Альбі та Безьє, Прованський маркізат переходив у володіння папського престолу. Також вимушений був видати доньку за брата французького короля — Альфонса де Пуатьє. Крім того, усі укріплення Тулузи повинні були знищенні.
Раймунд VII вимушений був прийняти католицького єпископа та домініканців-інквізиторів, що розташувалися у місті Тулуза. Втім граф продовжував таємно підтримувати катарів, можливо розраховуючи набути нової військової та фінансової потуги, щоб переглянути невигідний договір. 1235 році в Тулузі відбулося повстання проти інквізиторів, що повтікали з міста. Граф в свою чергу не чинив спротив повсталим. Це знову викликало напруження з Папським престолом. 1236 року він вимушений був погодитися на повернення домініканців до Тулузи, а також дати обіцянки здійснити прощу в Святу Землю, що зробив у 1237 році.
1239 року отримав від Фрідриха II, імператора Священної Римської імперії, пропозицію здобуття графства Форкалькьє, а натомість визнати свою зверхність. Раймунд VII погодився й рушив на допомогу імператорові, який облягав повсталий Арль. Проте облога була невдалою. 1240 року королівський сенешаль Пеннотьє звернув по допомогу до графа, оскільки Каркассон взяв в облогу його колишній власник Раймунд II Тренкавель. Проте Граф тулузький не втрутився в боротьбу, хоча співчував Тренкавелю. Раймунд VII побоювався вторгнення французьких військ й не був впевнений в успіху облоги.
1241 року здійснив оммаж на вірність королю Людовику IX та завірив папського легата у вірності Папському престолу проти імператора Фрідриха II. Того часу він шукав можливості для нового шлюбу, в якому міг бути народжений син-спадкоємець, що нівелювало умови Паризького договору. 1241 року він розлучився з дружиною з огляду на родинну спорідненість.
1242 року з початком війни Англії та Франції, Раймунд VII вирішив скористатися ситуацією, почавши потужне повстання. Спочатку він взяв в облогу важливе місто Каркассон. Проте плани були порушені поразкою англійців у битві при Тайбурі (Аквітанія). Втім граф Тулузи завдав поразки французам у битві при Пенне-д'Агенес. Незважаючи на це до володінь Раймунда VII вдерлося нове військо, що примусило його здатися. У січні 1243 року підписав нову угоду, яка підтверджувала Паризьку угоду 1229 року.
1243 року оженився на доньці впливового феодала Лузіньяна. Того ж року брав участь у соборі в Безьє, де намагався переконати католицьких прелатів скасувати інквізицію в Лангедоку, проте марно. Слідом за цим рушив до Риму, де зустрівся з новим папою римським Іннокентієм IV. Раймунд VII став вправно вести перемовини, сподіваючись отримати підтримку Папського престолу, замирити папу та імператора. Перемовини тривало до 1244 року. Зрештою Фрідріх II визнав Раймунда VII маркізом Провансу. Але папа римський в останню мить відмовився схвалити усі угоди й втік з Риму.
Після повернення до Тулузи всі зусилля докладав до скасування інквізиції на своїх землях. Частково це йому вдалося у 1248 році. Втім вимушений був погодитися взяти участь у Сьомому хрестовому поході. Раймунд VII 1249 року в супроводі зятя Альфонса де Пуатьє рушив до Марселя, щоб в подальшому попрямувати до Єгипту, але раптово помер. Йому спадкувала донька Жанна.

## Родина
1. Дружина — Санча, донька Альфонсо II, короля Арагону
- Жанна (1220—1271), графиня Тулузи у 1249—1271 роках

2. Дружина — Маргарет, донька Гі X Лузіньяна
дітей не було